# 1963.
◄ | 19. stoljeće | 20. stoljeće | 21. stoljeće | ►
◄ | 1930-ih | 1940-ih | 1950-ih | 1960-ih | 1970-ih | 1980-ih | 1990-ih | ►
◄◄ | ◄ | 1960. | 1961. | 1962. | 1963. | 1964. | 1965. | 1966. | ► | ►►
Arhitektura • Astronautika • Astronomija • Biologija • Film • Fotografija • Glazba • Kazalište • Kemija • Kiparstvo • Knjige • Književnost • Kršćanstvo • Meteorologija • Medicina • Planinarstvo • Politika • Pravo • Promet • Slikarstvo • Strip • Šport • Televizija • Znanost • Zrakoplovstvo • Željeznički promet

## Događaji
- 20. siječnja – Službeni početak Indonezijsko-malezijskog sukoba.
- 24. siječnja – Najhladniji dan u povijesti Jajca, Tuzle, Zenice i Mostara.[1]
- 7. travnja – Federativna Narodna Republika Jugoslavija (FNRJ) promijenila ime u Socijalistička Federativna Republika Jugoslavija (SFRJ). Svih šest republika dobilo prefiks "socijalistička".
- 7. srpnja – Hrvatska gerilska skupina Tolić – Oblak ušla u Hrvatsku.
- 26. srpnja – Skoplje, glavni grad Makedonije pogodio je katastrofalan potres pri čemu je 1.000 ljudi poginulo, preko 3.000 ozlijeđeno, a između 100.000 i 200.000 ih je ostalo bez domova.
- 27. srpnja – čovjek je prvi puta preplivao 200 m za manje od 2 minute: 1:58,8 Don Schollander (USA), u Los Angelesu
- 8. kolovoza – "Velika Pljačka Vlaka" u Engleskoj
- 28. kolovoza – Martin Luther King predvodi Marš za slobodu na Washington u kojem sudjeluje 250 000 ljudi i drži svoj poznati govor ispred Lincolnovog Memorijala
- 22. studenog – Ubijen je John F. Kennedy u Dallasu.
- 29. prosinca – Grčka je vlada poslala trupe na Cipar kako bi prekinula građanski rat koji je tamo izbio.

## Rođenja

### Siječanj – ožujak
- 1. siječnja – Dražen Ladić, hrvatski nogometaš
- 3. siječnja – Mladen Kvesić, hrvatski pjevač
- 4. siječnja – Till Lindemann, njemački glazbenik
- 11. siječnja – Mia Begović, hrvatska glumica
- 17. siječnja – Kai Hansen, njemački gitarist
- 20. siječnja – James Denton, američki glumac
- 8. veljače – Marijan Ban, hrvatski pjevač
- 17. veljače – Michael Jordan, američki košarkaš
- 20. veljače – Charles Barkley, američki košarkaš
- 10. ožujka – Li Ning, kineski gimnastičar
- 18. ožujka – Vanessa Williams, američka glumica i pjevačica
- 20. ožujka – Miroslav Lajčák, slovački političar
- 20. ožujka – David Thewlis, britanski glumac
- 25. ožujka – Anja Šovagović-Despot, hrvatska glumica
- 27. ožujka – Quentin Tarantino, američki glumac, redatelj, scenarist i producent

### Travanj – lipanj
- 13. travnja – Gari Kasparov, ruski šahist
- 26. travnja – Jet Li, kineski glumac, majstor borilačkih vještina
- 1. svibnja – Neven Ljubičić, hrvatski političar
- 9. svibnja – Sanja Doležal, hrvatska pjevačica i tv-voditeljica
- 11. svibnja – Natasha Richardson, britansko-američka glumica († 2009.)
- 25. svibnja – Mike Myers, kanadski glumac i komičar
- 9. lipnja. – Johnny Depp, američki filmski glumac
- 10. lipnja – Marc Girardelli, austrijsko-luksemburški alpski skijaš
- 13. lipnja – Damir Agičić, suvremeni hrvatski povjesničar
- 15. lipnja – Helen Hunt, američka glumica, scenaristica i redateljica
- 25. lipnja – George Michael, britanski pop-rock glazbenik i pjevač († 2016.)

### Srpanj – rujan
- 5. srpnja – Edie Falco, američka glumica
- 16. srpnja – Phoebe Cates, američka glumica
- 17. srpnja – Matti Nykänen, finski skakač u skijaškim skokovima
- 17. srpnja – John Ventimiglia, američki glumac
- 22. srpnja – Rob Estes, američki glumac
- 24. srpnja – Karl Malone, američki košarkaš
- 30. srpnja – Lisa Kudrow, američka glumica
- 1. kolovoza – Coolio, američki reper i glumac
- 3. kolovoza – Isaiah Washington, američki glumac
- 9. kolovoza – Whitney Houston, američka pop pjevačica († 2012.)
- 18. kolovoza – Željko Duvnjak, hrvatski glumac
- 19. kolovoza – John Stamos, američki glumac
- 29. kolovoza – Ivica Petanjak, hrvatski biskup
- 31. kolovoza – Rob Schneider, američki glumac, komičar, redatelj
- 31. kolovoza – Kristina Lilley, američka glumica
- 7. rujna – Eazy-E, reper iz Comptona († 1995.)
- 9. rujna – Markus Wasmeier, njemački alpski skijaš
- 27. rujna – Daniela Trbović, hrvatska tv- voditeljica

### Listopad – prosinac
- 14. listopada – Lori Petty, američka filmska i televizijska glumica.
- 16. listopada – Danko Cvjetičanin, hrvatski košarkaš
- 20. listopada – Alfredo Ivankov, hrvatski zagonetač († 2020.)
- 28. listopada – Eros Ramazzotti, talijanski pjevač
- 28. listopada – Lauren Holly, američka glumica
- 5. studenoga – Jean-Pierre Papin, francuski nogometaš i trener
- 6. studenoga – Branka Pujić, srbijanska glumica
- 18. studenoga – Peter Schmeichel, danski nogometaš
- 21. studenoga – Nicollette Sheridan, britansko-američka glumica
- 22. studenoga – Đuro Macut, srbijanski političar i liječnik
- 18. prosinca – Brad Pitt, američki glumac

## Smrti

### Siječanj – ožujak
- 2. veljače – Maksimilijan Vanka, hrvatski slikar i kipar (* 1889.)
- 17. veljače – Mate Balota, hrvatski književnik i ekonomist (* 1898.)
- 21. ožujka – Josip Pavičić, hrvatski književnik (* 1895.)
- 30. ožujka – August Cilić, hrvatski glumac (+ 1891.)

### Travanj – lipanj
- 17. travnja – Viktor Car Emin, hrvatski književnik (* 1870.)
- 23. travnja – Ivo Horvat, hrvatski botaničar (* 1897.)
- 24. svibnja – Elmore James – utjecajan blues gitarist (* 1918.)
- 28. svibnja – Sofija Tajber, poljska katolička redovnica (* 1890.)
- 3. lipnja – Ivan XXIII., papa od 1958., (* 1881.)
- 24. lipnja – Marija Guadalupe Garcia Zavala, meksička svetica (* 1878.)

### Srpanj – rujan
- 6. srpnja – Anton Vovk, slovenski nadbiskup (* 1900.)
- 7. kolovoza – Kamilo Dočkal, hrvatski katolički svećenik češkog podrijetla (* 1879.)
- 31. kolovoza – Georges Braque, francuski slikar (* 1882.)
- 15. rujna – Slavko Kolar, hrvatski književnik i filmski scenarist (* 1891.)

### Listopad – prosinac
- 11. listopada – Jean Cocteau, francuski filmski redatelj, slikar i književnik (* 1889.)
- 11. listopada – Edith Piaf, francuska pjevačica (* 1915.)
- 22. studenog – John F. Kennedy, predsjednik SAD (* 1917.)
- 22. studenog – Aldous Leonard Huxley, engleski književnik (* 1894.)
- 25. prosinca – Tristan Tzara, rumunjski književnik (* 1896.)
- 25. prosinca – Josip Gostić, operni pjevač (* 1900.)
- 28. prosinca – Paul Hindemith, njemački skladatelj (* 1895.)

## Nobelova nagrada za 1963. godinu
- Fizika: Eugene Wigner, Maria Goeppert-Mayer i J. Hans D. Jensen
- Kemija: Karl Ziegler i Giulio Natta
- Fiziologija i medicina: John Carew Eccles, Alan Lloyd Hodgkin i Andrew Huxley
- Književnost: Giorgos Seferis
- Mir: Međunarodni odbor Crvenog križa i Liga društava Crvenog križa

## Vanjske poveznice
|  | Zajednički poslužitelj ima još gradiva o temi 1963. |